# Nobusuke Kishi
Pour les articles homonymes, voir Kishi (homonymie).
Nobusuke Kishi (岸 信介, Kishi Nobusuke), né Nobosuke Satō le 13 novembre 1896 à Tabuse et mort le 7 août 1987 à Fukuoka, est un homme d'État japonais. 
Nommé ministre du Commerce et de l'Industrie en 1941, il est chargé de l'organisation du travail forcé. Il conserve cette position jusqu'à la reddition du Japon, le 15 août 1945. Détenu de 1945 à 1948, il est libéré cette année-là par les autorités d’occupation américaines afin de faciliter la reconstruction de la droite japonaise.
Il est Premier ministre du Japon du 25 février 1957 au 12 juin 1958 puis du 12 juin 1958 au 19 juillet 1960.

## Biographie

### Ascension au service de l'empire du Japon
Il naît sous le nom de Nobosuke Satō mais quitte sa famille durant sa jeunesse pour s'installer dans la famille plus influente des Kishi, adoptant par l'occasion leur nom de famille. Son jeune frère biologique, Eisaku Satō, devient aussi Premier ministre, de 1964 à 1972.
Il suit des cours à l'université impériale de Tokyo (renommée université de Tokyo après-guerre) et intègre le ministère du Commerce et de l'Industrie en 1920. En 1935, il devient l'un des plus influents officiels impliqués dans le développement industriel du Mandchoukouo. Le Premier ministre Hideki Tōjō, lui-même vétéran de la campagne de Mandchourie, le nomme ministre du Commerce et de l'Industrie en 1941. À ce titre, il est chargé de l'organisation du travail forcé. Il conserve cette position jusqu'à la reddition du Japon, le 15 août 1945.

### Soustrait à la justice, l'ex-criminel de guerre devient Premier ministre

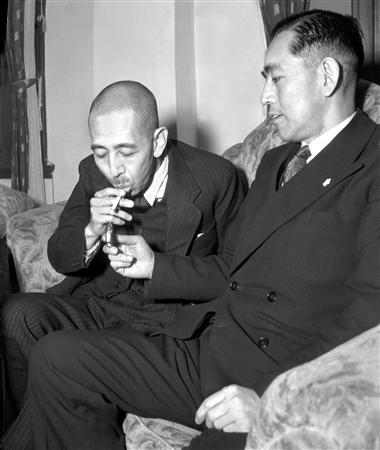
Nobusuke Kishi chez Eisaku Satō après sa sortie de prison, le 24 décembre 1948.

Jusqu'à 1948, Kishi est détenu à la prison de Sugamo en tant que suspect de crime de guerre de Classe A. Il y côtoie Yoshio Kodama et Ryōichi Sasakawa, deux figures importantes du monde des affaires et du crime organisé de l'après-guerre, qui l'aident continument par la suite ainsi que sa parentèle. Contrairement à Tōjō et divers autres membres du cabinet, Kishi n'est pas jugé par le Tribunal de Tokyo. Il est libéré sans procès en 1948 par les autorités d’occupation américaines afin de faciliter la reconstruction de la droite japonaise.
Pour l'historien John W. Dower, « même les pacifistes japonais qui ont endossé les idéaux de Nuremberg et de Tokyo, et qui ont travaillé à documenter et à publiciser les atrocités du régime Shōwa, ne peuvent justifier la décision américaine d'exonérer l'empereur (Hirohito) de sa responsabilité pour la guerre et ensuite, au sommet de la guerre froide, de libérer et peu après de se lier à des criminels de guerre d'extrême droite accusés comme le futur Premier ministre Nobusuke Kishi ».
Bien que libéré, Kishi reste légalement interdit de participation dans les affaires publiques du fait de la purge des membres de l'ancien régime par les forces alliées d'occupation. Lorsque l'interdiction est levée en 1952, il décide de se relancer dans la politique. Après quelques déboires, il devient en 1954 le secrétaire du Parti démocrate du Japon (PDJ), dirigé par Ichirō Hatoyama. Il joue un rôle déterminant dans la fusion des partis conservateurs. L'année suivante, Hatoyama devient Premier ministre et le PDJ fusionne avec le Parti libéral. Le Parti libéral-démocrate est créé, présidé par Hatoyama. Celui-ci est remplacé en 1956 par Tanzan Ishibashi qui devient à son tour Premier ministre. En 1957, Kishi est choisi pour lui succéder. Il est réélu l'année suivante et reste Premier ministre jusqu'en 1960.

### Un héritage controversé
Kishi vise à réinsérer son pays dans le concert des nations : le Japon rejoint le Conseil de sécurité des Nations unies (1958-1959), accorde des dédommagements à l'Indonésie, met en place un nouveau traité commercial avec l'Australie et signe des traités de paix avec la Tchécoslovaquie et la Pologne.
Au mois de novembre 1959, il annonce ses propositions pour la renégociation de l'ANPO, le traité mutuel de sécurité signé avec les États-Unis en 1951. Perçues comme militaristes, elles entraînent des manifestations qui font 500 blessés en un mois. Des manifestants affrontent notamment la police dans le quartier de Nagata, sur les marches du bâtiment de la Diète. Un éditorial commun est signé par les sept plus grands quotidiens du pays qui écrivent : « Nous n'avons jamais eu aussi peur pour le Japon » (17 juin 1960). Kishi n'en tient pas compte et se rend à Washington en janvier 1960 pour signer le nouveau traité de coopération mutuelle et de sécurité entre les États-Unis et le Japon. Les manifestations se poursuivent, des grèves et des affrontements éclatent tandis que le gouvernement est obligé de demander un vote de confiance pour la ratification du traité. Le jour du vote, le 19 mai, la Diète est protégée par des centaines de policiers. En juin, le porte-parole de la Maison-Blanche James Hagerty, venu préparer la visite du président Dwight Eisenhower, est assiégé dans sa voiture par des manifestants de la ligue étudiante Zengakuren et doit être évacué par hélicoptère. Bien embarrassé, Kishi demande au président américain de reporter sa visite. Celle-ci est finalement annulée, ce qui déplaît à l'empereur Hirohito.
En juin 1960, il est poignardé à 6 reprises par Taisuke Aramaki, activiste d'extrême-droite alors qu'il sortait du Kantei. Il recevra 30 points de suture.
Le 15 juillet 1960, du fait du ressentiment d'une partie de la population vis-à-vis du traité avec les États-Unis, de mécontentements au sein de son parti, et de son projet contesté d'abrogation de l'article 9 de la constitution, Kishi démissionne et Hayato Ikeda devient Premier ministre.
Par ailleurs, Kishi s'assure de faire libérer tous les criminels condamnés lors du Tribunal de Tōkyō qui étaient encore en prison. Plus discrètement, à la fin de son second mandat, il dédie au cimetière du Mont Sangane une stèle à Tojo et aux six autres criminels de guerre exécutés, les qualifiant de « sept patriotes morts pour leur pays ».
Il initie des relations entre son parti et la secte Moon qui s'inscrit dans le temps jusqu'à son petit-fils Shinzo Abe. 
Réputé pour son aversion du communisme, il participe en 1970 en tant que « responsable de la promotion », au sommet de la Ligue anticommuniste mondiale (WACL). Il devient président d'honneur du comité d'organisation de la conférence de Moon au Japon en 1974.
En 1979, Kishi et l'homme d'affaires controversé Ryōichi Sasakawa, avec qui il a tissé des liens depuis leur emprisonnement à la prison de Sugamo, se voient décerner la Médaille de la paix des Nations unies.
Son parcours illustre les conséquences de la décision américaine d'épargner certaines élites de l'Empire : d'un côté le Japon d'après-guerre a réussi son ouverture au monde, sa croissance économique, et son ancrage à l'Occident face au bloc soviétique, mais de l'autre le pays n'a non seulement pas fait son devoir de mémoire vis-à-vis des atrocités du régime impérial, mais aussi laissé le révisionnisme s'institutionnaliser et s'ancrer dans une politique nationale contrôlée par des familles à l'héritage souvent controversé[réf. nécessaire].

## Famille
Son demi-frère Eisaku Sato est devenu Premier ministre en 1964 et conservera pendant huit ans le pouvoir.
Sa fille Yoko a épousé Shintarō Abe, qui a travaillé à ses côtés avant de devenir ministre des Affaires étrangères dans les années 1980. Yoko et Shintarō sont les parents de Shinzō Abe, Premier ministre de 2006 à 2007 puis de 2012 à 2020.